# Rio Barra Grande (Ivaí)
Der Rio Barra Grande ist ein etwa 69 km langer linker Nebenfluss des Rio Ivaí in der Mitte des brasilianischen Bundesstaats Paraná.

## Geografie

### Lage
Das Einzugsgebiet des Rio Barra Grande befindet sich auf dem Segundo Planalto Paranaense (Zweite oder Ponta-Grossa-Hochebene von Paraná).

### Verlauf
Sein Quellgebiet liegt im Munizip Guarapuava auf 1.105 m Meereshöhe. Es liegt am südlichen Ende des Parque Estadual Salto São Francisco da Esperança etwa 9 km östlich der Ortschaft Guairacá.
Der Fluss verläuft mit mehreren Richtungswechseln und vielen Flussschleifen in nordöstlicher Richtung. Etwa acht Kilometer vor seiner Mündung nimmt er von rechts den Rio da Barra da Areia auf. Er fließt im Munizip Prudentópolis von links in den Rio Ivaí. Er mündet auf 502 m Höhe. Er ist etwa 69 km lang.

### Munizipien im Einzugsgebiet
Am Rio Barra Grande liegen die zwei Munizipien Guarapuava und Prudentópolis.